# 舍夫琴科韋 (茲韋尼霍羅德卡區)
49°11′18″N 31°5′59″E / 49.18833°N 31.09972°E

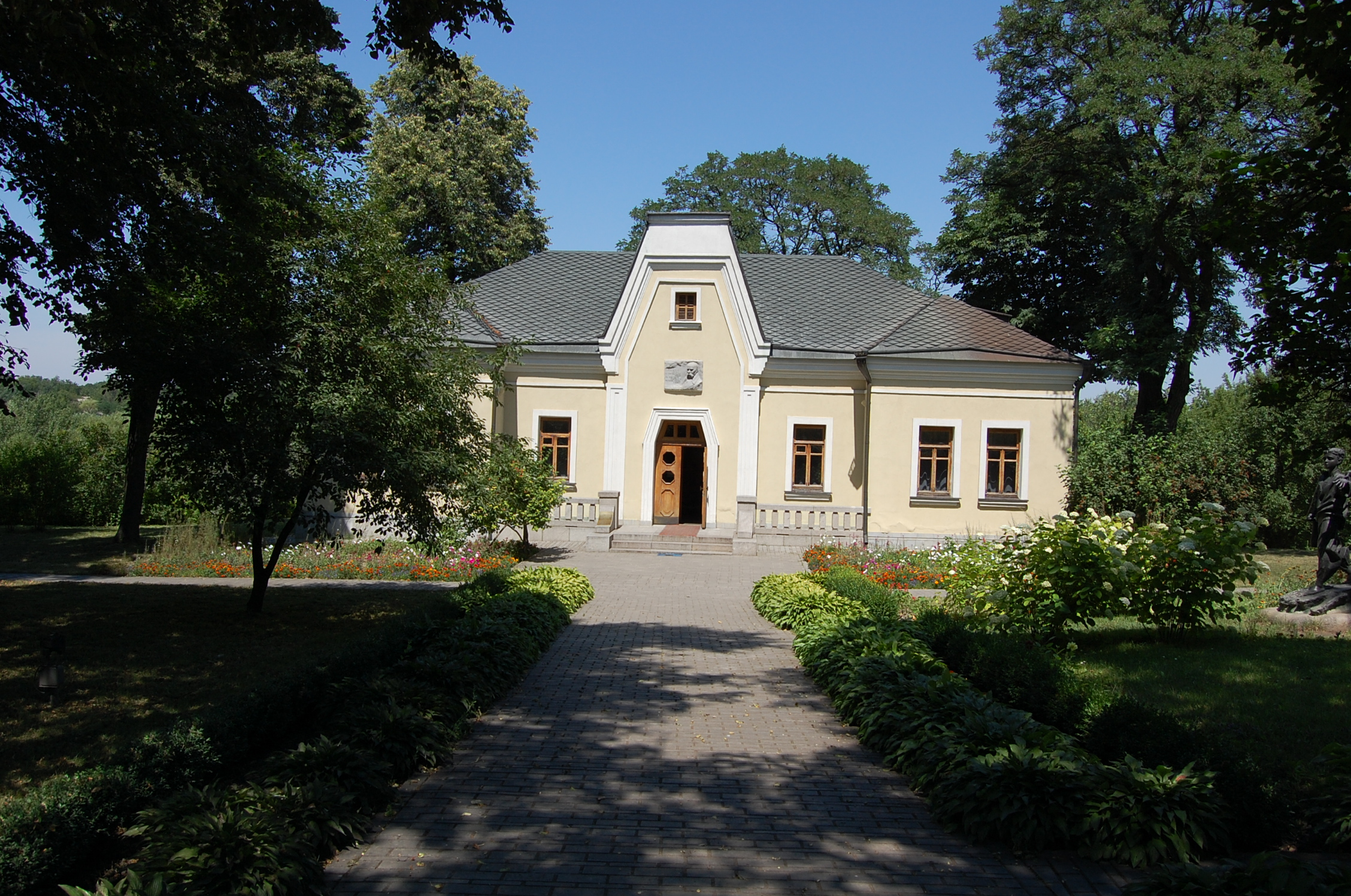
塔拉斯·舍甫琴科博物馆

舍夫琴科韋（烏克蘭語：Шевченкове），是烏克蘭中部切爾卡瑟州茲韋尼霍羅德卡區舍夫琴科韋市鎮内的村落及其行政中心。始建於1618年，面積7.64平方公里，海拔高度205米，2001年人口2,802，人口密度每平方公里366.6人。